# 1266
| [ Edytuj tabelę ]                          |                                                               |
| Książę Małopolski                          | - 1243 Bolesław V Wstydliwy 1279                              |
| Książę Wielkopolski                        | - 1239 Bolesław Pobożny 1279                                  |
| Król Angkoru                               | - 1244 Dżajawarman VIII 1295                                  |
| Król Anglii                                | - 1216 Henryk III 1272                                        |
| Król Aragonii i Walencji, hrabia Barcelony | - 1213 Jakub I Zdobywca 1276                                  |
| Margrabia Brandenburgii                    | - 1220 Otto III 1267                                          |
| Książę Burgundii                           | - 1218 Hugo IV 1272                                           |
| Książę Dolnej Bawarii                      | - 1253 Henryk XIII 1290                                       |
| Książę Górnej Bawarii                      | - 1253 Ludwik II 1294                                         |
| Cesarz Bizancjum                           | - 1261 Michał VIII Paleolog 1282                              |
| Car Bułgarii                               | - 1257 Konstantyn Asen Tich 1277                              |
| Cesarz Chin                                | - 1264 Song Duzong 1274                                       |
| Król Cypru                                 | - 1253 Hugo II 1267                                           |
| Król Czech                                 | - 1253 Przemysł Ottokar II 1278                               |
| Król Danii                                 | - 1259 Eryk Glipping 1286                                     |
| Władca Egiptu                              | - 1260 Bajbars 1277                                           |
| Król Francji                               | - 1226 Ludwik IX Święty 1270                                  |
| Król Gruzji                                | - 1259 Dawid VII Ulu 1270                                     |
| Hrabia Holandii                            | - 1256 Floris V 1296                                          |
| Cesarz Japonii                             | - 1259 Kameyama 1274                                          |
| Kalif                                      | - 1262 Al-Hakim bi-Amr Allah 1302                             |
| Król Kastylii i Leónu                      | - 1252 Alfons X Mądry 1284                                    |
| Patriarcha Konstantynopola                 | - 1261 Arseniusz Autorejan 1267                               |
| Władca Korei                               | - 1259 Wonjong 1274                                           |
| Wielki książę litewski                     | - 1264 Wojsiełk 1267 - 1264 Szwarno 1269                      |
| Sułtan Maroka                              | - 1259 Abu Jusuf Jakub 1286                                   |
| Król Nawarry                               | - 1253 Tybald II 1270                                         |
| Król Norwegii                              | - 1263 Magnus VI Prawodawca 1280                              |
| Hrabia Palatynatu                          | - 1253 Ludwik II Bawarski 1294                                |
| Papież                                     | - 1265 Klemens IV 1268                                        |
| Król Portugalii                            | - 1248 Alfons III 1279                                        |
| Sułtan Rumu                                | - 1265 Kaj Chusrau III 1282                                   |
| Książę Rusi halickiej                      | - 1264 Szwarno 1270                                           |
| Cesarz Rzymski (niemiecki)                 | - 1257 Ryszard z Kornwalii 1272 - 1257 Alfons z Kastylii 1284 |
| Książę Saksonii                            | - 1260 Albrecht II 1298                                       |
| Król Serbii                                | - 1243 Stefan Urosz I 1276                                    |
| Król Singasari                             | - 1248 Dżajawisznuwardhana 1268                               |
| Król Szkocji                               | - 1249 Aleksander III 1286                                    |
| Król Szwecji                               | - 1250 Waldemar Birgersson 1275                               |
| Doża Wenecji                               | - 1252 Raniero Zeno 1268                                      |
| Król Węgier                                | - 1235 Bela IV 1270                                           |
| Wielki mistrz zakonu krzyżackiego          | - 1256 Anno von Sangershausen 1273                            |

Rok 1266 / MCCLXVI
stulecia: XII wiek ~
XIII wiek ~
XIV wiek

lata: 1256 «
1261 «
1262 «
1263 «
1264 «
1265 «
1266
» 1267
» 1268
» 1269
» 1270
» 1271
» 1276

## Wydarzenia w Polsce
- 11 stycznia – zmarł książę gdański Świętopełk. Jego synowie, starszy Mściwój i młodszy Warcisław rozpoczęli walkę o spadek.
- 23 maja – Koszalin został lokowany na prawie lubeckim.
- 15 sierpnia – książę mazowiecki i czerski Konrad nadał prawa miejskie Ciechanowowi. Miasto lokowane zostało „na tym prawie niemieckim, na którym lokowane jest miasto Środa” (łac. „Ciuitatem ipsam autem locauit eo iure Theutomico, quo Ciuitas Sredensis est locata”)[1], obecnie akt lokacyjny Ciechanowa z 1266 r. jest uważany za XX mistyfikację J. Gaczyńskiego[2]
- 3 grudnia – zmarł podobno od trucizny Henryk III Biały, książę wrocławski. Osierocił 8-letniego syna Henryka IV Probusa. Właściwe rządy objął brat zmarłego, arcybiskup salzburski Władysław.
- miał miejsce najazd litewski na Mazowsze i Płock[3].
- Brandenburczycy zdobyli Santok.

## Wydarzenia na świecie
- 26 lutego – wojska Manfreda Hohenstaufa, króla Sycylii, i Karola I Andegaweńskiego stoczyły bitwę pod Benewentem zakończoną klęską i śmiercią Manfreda.
- 23 czerwca – zwycięstwo floty weneckiej nad genueńską w bitwie koło Trapani.
- 24 sierpnia – Mamelucy pokonali Ormian w bitwie pod Sarwantikar.
- Francja: reforma monetarna; jej podstawą były grosze turońskie[4]

## Urodzili się
- Beatrycze Portinari, Włoszka z Florencji, którą Dante Alighieri umieścił w swoim poemacie Boska komedia (zm. 1290)
- Jan Duns Szkot, szkocki filozof i teolog (zm. 1308)
- Giotto di Bondone, włoski malarz

## Zmarli
- 11 stycznia – Świętopełk, książę gdański (ur. przed 1195)[5]
- 26 lutego – Manfred, król Sycylii (ur. 1232)[6]
- 14 kwietnia – Roger, arcybiskup Splitu (ur. ?)
- 10 września – Jan I Askańczyk, margrabia Brandenburgii
- 20 września – Jan Prandota, biskup krakowski (ur. ok. 1200)
- 3 grudnia – Henryk III Biały, książę wrocławski
- data dzienna nieznana:
  - Aryk Böge, wielki chan mongolski (ur. po 1219)[7]
  - Berke-Chan, chan Złotej Ordy (ur. zap. 1209)[8]